# Cristoforo Marcello
Cristoforo Marcello (Venezia, 1480 – Gaeta, agosto 1527) è stato un teologo e vescovo cattolico italiano.

## Biografia

In quarta Lateranensis Concilii sessione habita oratio, 1513 (orazione De officio principis in onore di papa Giulio II)

Fu canonico a Padova, quindi (nel 1507 o 1508) protonotario apostolico e dal 1514 arcivescovo di Corfù. Fu fatto prigioniero nel sacco di Roma del 1527 e morì in prigione a Gaeta per non aver pagato il riscatto.
Partecipò nel 1512 al Concilio Lateranense V, pronunciando nella IV sessione del 10 dicembre l'orazione De officio principis in onore di papa Giulio II.

## Genealogia episcopale e successione apostolica
La genealogia episcopale è:
- Arcivescovo Giorgio Benigno Salviati, O.F.M.Conv.
- Arcivescovo Cristoforo Marcello

La successione apostolica è:
- Vescovo Francesco Pallavicini (1526)

## Opere
- (LA) Cristoforo Marcello, In quarta Lateranensis Concilii sessione habita oratio, Giacomo Mazzocchi, 1513.